# Arge stecki
Arge stecki is een vliesvleugelig insect uit de familie van de Argidae. De wetenschappelijke naam van de soort is voor het eerst geldig gepubliceerd in 1939 door Benson.